# Chirothrips dorsalis
Chirothrips dorsalis är en insektsart som beskrevs av Ian A. Hood 1939. Chirothrips dorsalis ingår i släktet Chirothrips och familjen smaltripsar. Inga underarter finns listade i Catalogue of Life.